# Варшавський торговий центр
Варшавський торговий центр (англ. Warsaw Trade Tower)  — хмарочос в Варшаві, Польща. Висота 43-поверхового хмарочосу становить 184 метри, разом з антеною 208 метрів, є другим за висотою хмарочосом Польщі. Будівництво вежі тривало з червня 1997 по листопад 1999 року. Будівлю спроектовано архітектурним бюро Wyszyński, Majewski, Hermanowicz & RTKL. Будівництвом займалася південнокорейська компанія Daewoo, котра в 2002 році продала об'єкт американській компанії Apollo-Rida.